# Brand New Day (album Stinga)
Brand New Day – szósty solowy album Stinga wydany w 1999 roku.
W Polsce nagrania osiągnęły status platynowej płyty.

## Lista utworów
Wszystkie piosenki autorstwa Stinga, chyba że napisano inaczej.
1. A Thousand Years (Kipper, Sting) – 5:57
2. Desert Rose (gościnnie Cheb Mami) – 4:45
3. Big Lie, Small World (gościnnie David Hartley) – 5:05
4. After the Rain Has Fallen – 5:03
5. Perfect Love... Gone Wrong – 5:24
6. Tomorrow We’ll See – 4:47
7. Prelude to the End of the Game – 0:20
8. Fill Her Up (gościnnie James Taylor) – 5:38
9. Ghost Story – 5:29
10. Brand New Day – 6:19

Utwory dodatkowe na japońskim wydaniu
1. Windmills of Your Mind
2. EPK (Video)

## Wykonawcy
- Sting – gitara, bas, instrumenty klawiszowe, syntezator gitarowy vg-8, śpiew
- Kipper – programowanie perkusji, instrumenty klawiszowe
- Dominic Miller – gitary
- Manu Katché – perkusja
- Vinnie Colaiuta – perkusja
- Jason Rebello – fortepian, klawinet
- Chris Botti – trąbka

### oraz
- Stevie Wonder – harmonijka ustna
- James Taylor – wokale, gitara akustyczna
- Cheb Mami – wokale
- Branford Marsalis – klarnet
- Mino Cinelu – instrumenty perkusyjne
- Dave Hartley – aranżer instrumentów smyczkowych, dyrygent (ścieżki 3 i 6), organy Hammonda
- B.J. Cole – elektryczna gitara hawajska
- Kathryn Tickell – dudy angielskie, skrzypce
- Don Blackman – organy Hammonda
- Sté – wokale
- Gavyn Wright – instrumenty smyczkowe – koncertmistrz (ścieżki 3 i 6)
- Joe Mendez – chórki
- Janice Pendarvis – chórki
- Althea Rodgers – chórki
- Marlon Saunders – chórki
- Veneese Thomas – chórki
- Darryl Tookes – chórki
- Ken Williams – chórki
- Tawatha Agee – chórki
- Dennis Collins – chórki
- Ettamri Mustapha – darbouka
- Farhat Bouallagui – aranżer instrumentów smyczkowych (ścieżka 2), dyrygent i koncertmistrz
- Moulay Ahmed – instrumenty smyczkowe
- Kouider Berkan – instrumenty smyczkowe
- Salem Bnouni – instrumenty smyczkowe
- Sameh Catalan – instrumenty smyczkowe

## Produkcja
- produkcja muzyczna – Sting i Kipper
- realizacja nagrań – Simon Osborne, Neil Dorfsman, Geoff Foster i Chris Blair
- Fotografie – Olaf Heine i Carter Smith
- Package design – Richard Frankel